# Wrzeszczący faceci
Wrzeszczący faceci (fiń. Huutajat - Screaming Men) – fińsko-duński film dokumentalny z 2003 roku w reżyserii Miki Ronkainena. Obraz przedstawia nietypowy męski chór z Finlandii, który krzyczy zamiast śpiewać.

## Fabuła
Film opowiada historię fińskiego chóru o tej samej nazwie, który wykrzykuje utwory w trakcie występów. Ich repertuar obejmuje między innymi hymny państwowe, marsze patriotyczne, fragmenty prawa międzynarodowego, czy piosenki dziecięce. Chórem dyryguje Petri Sirviö, odpowiedzialny również za pomysły na program artystyczny i stroje.

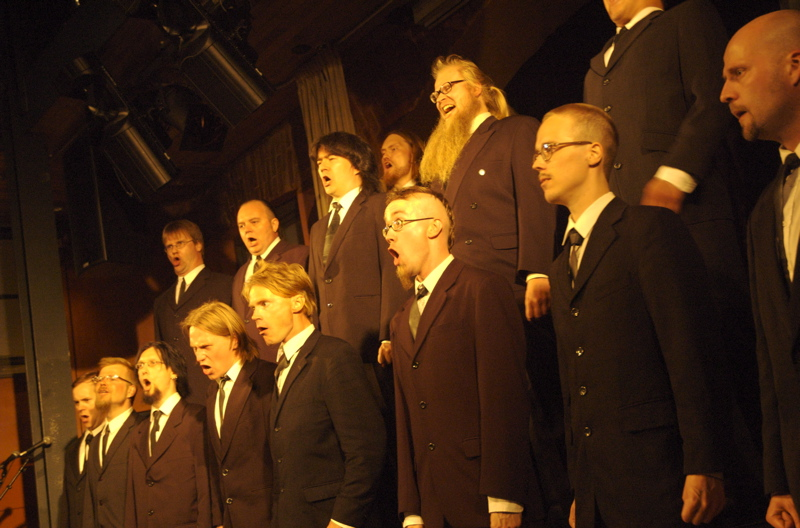
Chór Huutajat

W filmie pokazane są fragmenty podróży oraz występów chóru w trakcie ich tras koncertowych w Japonii, Francji i Islandii, które trwały łącznie pięć lat. Przedstawia wydarzenia zarówno z perspektywy chóru jako organizacji, recepcji występów oraz kontrowersji związanych z nietypowymi aranżacjami hymnów państwowych, ale również osobiste historie i motywacje członków chóru, pochodzących z różnych środowisk.

## Obsada
Lista stworzona na podstawie strony filmu na Imdb.com.
- Heikki Määttänen jako narrator
- Jaani Föhr jako on sam
- Petri Sirviö jako on sam
- Antti Annunen jako on sam
- Esko Hiltunen jako on sam
- Mieskuoro Huutajat jako on sam
- Mikko Juntunen jako on sam
- Jari Mäki jako on sam
- Ville Mäkikokko jako on sam
- Kari Miettunen jako on sam
- Janne Nyyssönen jako on sam
- Jussi Pernu jako on sam
- Marko Pyhähuhta jako on sam
- Janne Tiennari jako on sam

## Nagrody i nominacje
Film był pokazywany na wielu festiwalach filmowych i zdobył kilka nagród i nominacji, m.in.: 
- Nagroda Publiczności na Festiwalu Filmowym w Tromsø w 2004 roku
- Nagroda Specjalna Jury na MFF w Karlowych Warach w 2004 roku
- Nominacja do Europejskiej Nagrody Filmowej w kategorii Najlepszy Film Dokumentalny w 2004 roku
- Nominacja do Fińskiej Nagrody Filmowej Jussi w kategorii Najlepszy Film Dokumentalny w 2004 roku